# 美国支持的恐怖主义
在近代历史上，美国曾多次向世界各地的恐怖主义和准军事组织提供支持。它还向许多使用国家恐怖主义作为镇压工具的威权政权提供了援助。
美国对非国家恐怖分子的支持，在拉丁美洲和中东一直很突出。从1981到1991年，美国向尼加拉瓜的康特拉叛乱分子提供了武器、培训以及广泛的财政和后勤支持，这些叛乱分子在与尼加拉瓜政府的斗争中使用了恐怖战术。美国还多次向古巴流亡者中的恐怖分子提供培训、武器和资金，如奥兰多·博世和路易斯·波萨达·卡里莱斯。
已经有各种理由为这种支持作出解释。其中包括在冷战期间破坏可能与苏联结盟的政治运动的稳定，包括大众民主和社会主义运动。这种支持也是毒品战争的一部分。这种支持往往是为了确保有利于美国企业海外利益的环境，尤其是当这些利益受到民主政府的威胁时。

## 铅色年代
从1960年代末持续到1980年代初的意大利社会政治动荡时期被称为“铅色年代”。期间意大利的右翼和左翼准军事组织均掀起过恐怖主义浪潮，其中右翼的恐怖主义活动是得到了美国支持的一种紧张战略。
贾纳德里奥·马莱蒂将军在1971至1975年担任意大利军事情报局反情报部门的指挥官。他说，他在威尼斯地区的部下发现了一个右翼恐怖分子小组，该小组获得了德国提供的军用炸药，并宣称美国情报部门于1970年代在意大利煽动和教唆右翼恐怖主义。
据意大利法官圭多·萨尔维尼的调查，参与了紧张战略的新法西斯主义组织，“凤凰、国家先锋队、新秩序”（La Fenice, Avanguardia nazionale, Ordine nuovo），就是“秘密军队”（clandestine armed forces）的“部队”（troops），由部分“与中情局有关的国家机构”（state apparatus related to the CIA）进行指导。
中情局与在意大利铅色年代期间发生的恐怖袭击的任何关系都是辩论的主题。瑞士和比利时已对此事进行了国会质询。

### 丰塔纳广场爆炸案

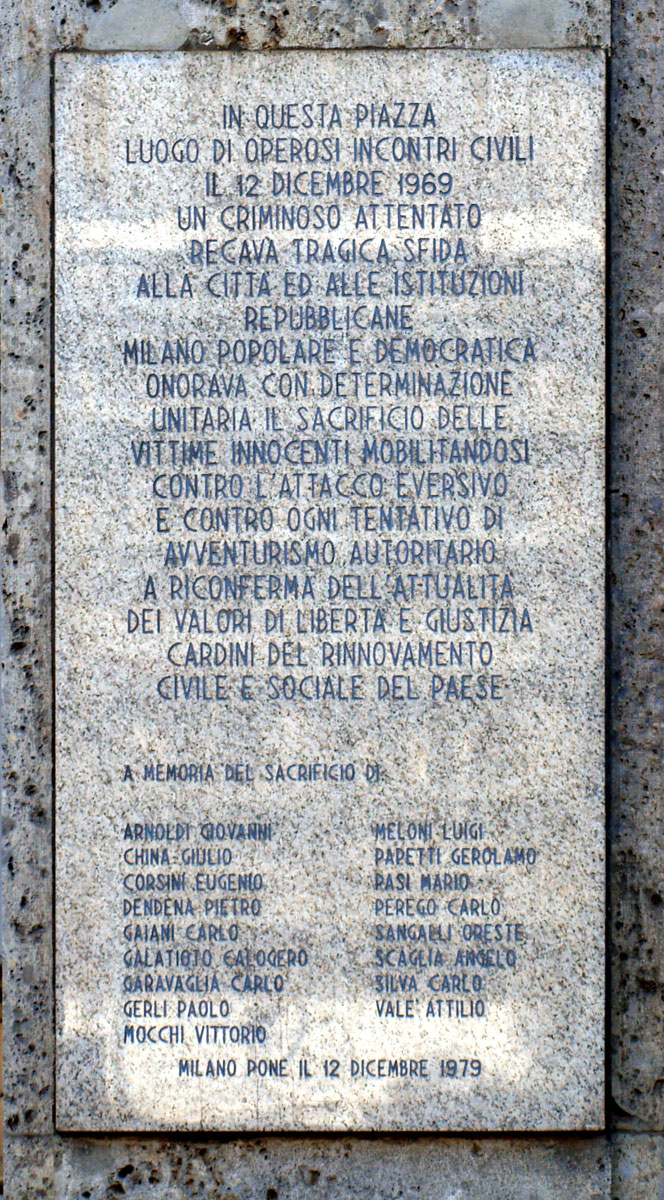
纪念丰塔纳广场恐怖爆炸案17名遇难者的牌匾

丰塔纳广场爆炸案是1969年12月12日16:37发生的一起恐怖袭击事件，当时一枚炸弹在位于米兰丰塔纳广场的国家农业银行总部爆炸，造成17人死亡、88人受伤。同日下午，在罗马和米兰又有三枚炸弹被引爆，此外还发现了一枚未被引爆的。
1998年，米兰法官圭多·萨尔维尼以政治和军事间谍罪起诉美国海军军官大卫·卡雷特（David Carrett），指控他参与了丰塔纳广场爆炸案等。萨尔维尼还对另外两人展开了调查：一人叫塞尔吉奥·米内托（Sergio Minetto），是美国-北约情报网的意大利官员；另一人是“正义合作者”（collaboratore di giustizia）卡洛·迪吉利奥（Uncle Otto[奥托叔叔]），他曾在六七十年代担任中情局驻意大利东北部协调员。《共和国报》报道称，中情局驻米兰人员卡洛·罗基（Carlo Rocchi）于1995年在寻找有关格拉迪奥行动的情报时被发现。
中左翼的橄榄树联盟在2000年发表的一份国会报告称：“美国情报特工事先获悉多起右翼恐怖主义爆炸事件，包括1969年12月米兰的丰塔纳广场爆炸案，和五年后布雷西亚的凉廊广场爆炸案，但都没有提醒意大利当局或阻止袭击发生。”它还宣称皮诺·劳蒂（三色火焰党的现任领导人），记者兼极右翼的新秩序颠覆组织的创始人，从美国驻罗马大使馆的一名新闻官员处获得了定期资助。“因此，即使在大西洋圈为意大利准备的‘稳定’计划通过爆炸案正常运转之前，右翼颠覆组织的一名主要成员，实际上就是接受了美国驻罗马大使馆的报酬。”报告说。
保罗·埃米利奥·塔维亚尼是天主教民主党人，也是格拉迪奥（北约在意大利的敌后反共主义组织）的创始人之一。他告诉调查人员，SID军事情报局正要从罗马派高级官员到米兰以阻止爆炸，但决定从帕多瓦派出另一名官员，以将责任归咎于左翼无政府主义者。塔维亚尼还在2000年8月接受《十九世纪》报采访时说：“然而，在我看来，中情局特工似乎是提供材料并搅乱调查的人之一。”
圭多·萨尔维尼说：“美国人的角色是模棱两可的，介于‘知道但不阻止’和‘实际上诱使人们实施暴行’之间。”
根据文森佐·温西格拉的说法，恐怖袭击应该能促使当时的内政部长马里亚诺·鲁莫尔宣布进入紧急状态。

## 尼加拉瓜康特拉
从1979至1990年，美国向尼加拉瓜的康特拉反政府武装提供资金、后勤和军事支持，而康特拉在对抗尼加拉瓜政府的战争中使用了恐怖战术，:89:216并进行了1300多次恐怖袭击。尽管人们普遍知道反政府武装犯下了侵犯人权的行为，但美国仍然支持他们。:89

### 背景

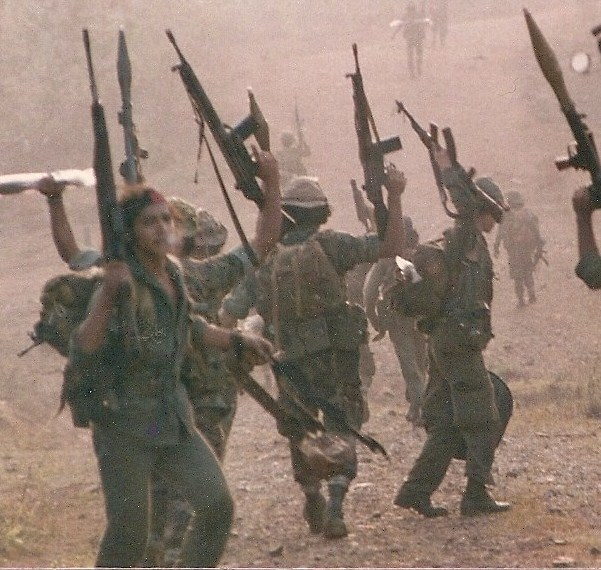
美国支持的尼加拉瓜康特拉

1979年，桑地诺民族解放阵线（西班牙語：Frente Sandinista de Liberación Nacional，简称桑地诺、桑解阵、FSLN）推翻了安纳斯塔西奥·索摩查·德瓦伊莱的独裁政权，在尼加拉瓜建立了革命政府。自1936年以来，索摩查王朝一直在接受美国的军事和财政援助。:87–120夺取政权后，桑地诺统治了该国，起先是作为国家重建理事会的一份子，之后在1984年经过自由公正的选举后成为民主政府。
桑地诺并没有试图建立共产主义社会或共产主义经济体系，而是提倡社会民主和混合经济。:350、238:5:88–121:112当时，美国对尼加拉瓜禁运，而西欧则反对禁运。因此，政府向西欧寻求援助，以摆脱对苏联的依赖。但美国政府将左翼的桑地诺政府视为苏古模式下的不民主和极权主义，并试图将康特拉描绘成自由斗士。
以丹尼尔·奥尔特加为首的桑地诺政府在1984年的尼加拉瓜选举中取得了决定性胜利。为应对桑地诺的崛起，各种反叛团体集合起来，成为康特拉。美国政府明确计划支持康特拉，以此作为手段来破坏尼加拉瓜经济，并迫使桑地诺政府将其稀缺资源从社会和经济计划转移到军队。:116

### 秘密行动
从1981年12月之前，美国就开始支持康特拉的活动，以反对桑地诺政府，而中情局则处于行动的前沿。:3、33中情局为康特拉提供了计划和行动指导，以及援助、武器、食品和培训，这被描述为十多年来“最雄心勃勃”的秘密行动。
中情局希望通过这些行动实现的目的之一，是桑地诺政府的积极暴力回应，而这反过来又可用作进一步军事行动的借口。
康特拉的反政府运动包含了频繁和广泛的恐怖行为。政府实施的经济和社会改革受到了一定的欢迎，但反对派却试图破坏这些计划。这场运动包括了摧毁桑地诺政府建立的保健中心和医院，以瓦解他们对民众的控制。学校也被摧毁了，因为政府开展的扫盲运动是其政策的重要组成部分。反对派还进行了广泛的绑架、谋杀和强奸。绑架和谋杀是“低强度战争”的产物，“低强度战争”是里根主义定义的破坏社会结构和控制人口的一种方式。该术语也称为“非常规战争”，是由世界反共联盟（World Anti-Communist League，简称WACL）的退役美国陆军少将约翰·辛格劳布提出的，并将其定义为“低强度行动，例如破坏、恐怖主义、暗杀和游击战”。在某些情况下，还发生了更加无差别的杀戮和破坏。康特拉还进行了一场经济破坏运动，并在尼加拉瓜的科林托港布设水雷以破坏航运。里根政府通过实施全面贸易禁运来支持康特拉的活动。

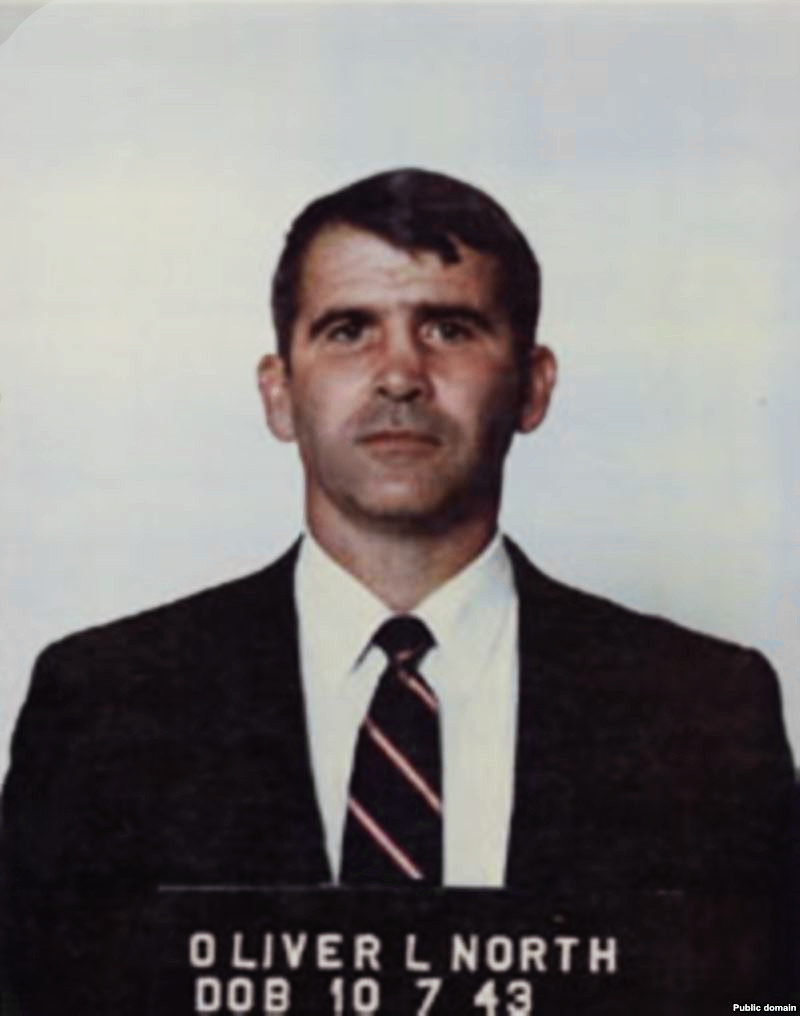
奥利弗·诺斯，他进行了支持康特拉的秘密行动。

1984财年，美国国会批准了2400万美元来援助康特拉。:3然而，在中情局参与尼加拉瓜港口布雷活动公之于众后，里根政府的康特拉政策失去了大量支持，而且一份由美国国务院委托情报研究局所作的报告发现，里根夸大了其对苏联干涉尼加拉瓜的主张。:3国会在1985年，通过第三次博兰修正案切断了对康特拉的所有资金支持。:3
这导致里根政府寻求其它来源来提供资金。1984至1986年间，通过第三国提供了3400万美元，通过私人来源提供了270万美元。:4这些资金是通过美国国家安全委员会运作的。中校奥利弗·诺斯创建了一个名为“企业”（The Enterprise）的组织，该组织是国家安全委员会工作人员的秘密部门，拥有自己的飞机、飞行员、机场、船只和特工。:4它还得到了其它政府机构的援助，尤其是在中美洲的中情局人员。:4这些活动的高潮在1986至1987年的伊朗门事件，在该事件中利用了向伊朗出售武器的收益，以向康特拉提供资金。他们还通过贩毒为康特拉筹集资金，而且美国清楚这一点。美国参议员约翰·克里于1988年在外交委员会提出了一份关于康特拉与毒品联系的报告，其结论是：“有人认为毒品资金是一个完美解决康特拉资金问题的方案，而美国的高级决策者亦持此观点。”

### 宣传
在整个尼加拉瓜内战期间，里根政府展开了一场行动，使公众舆论转向支持康特拉，并使国会投票也支持康特拉。:5为此，政府付费给一些顾问（但并未透露与政府的关系），让其撰写了对康特拉有好感的出版物，并由国家安全委员会授权制作和发布，也称为“白色宣传”。:5政府还安排了演讲和新闻发布会，传达同样的信息。:5美国政府持续以高度赞美的措辞来讨论康特拉；里根称他们“在道德上等同于开国元勋”（moral equivalent of the founding fathers）。政府经常玩弄的另一个主题是“让尼加拉瓜恢复民主”的想法，分析家将其描述为“不寻常的”（curious），因为尼加拉瓜在桑地诺革命之前一直是美国支持的独裁政权，并且在桑地诺之前从未有过民主政府。:97还有人持续努力给桑地诺贴上不民主的标签，但历史学家普遍认为1984年尼加拉瓜选举是公平的。:310
评论家们指出，这都是“让尼加拉瓜回归其中美洲邻国”尝试的一部分；也就是说，保留传统的社会结构，而不威胁美帝国主义思想。:88:15-19:249对伊朗门事件的调查，使得该行动被称为心理战的大规模演习。
中情局为康特拉写了一本手册，题为《游击战中的心理操作》，主要关注“武装宣传队”如何通过欺骗、恐吓和暴力在尼加拉瓜建立对康特拉事业的政治支持。手册也讨论了暗杀。中情局声称，该手册的目的是“缓和”（moderate）康特拉业已使用的极端暴力。
莱斯利·科伯恩写道，中情局，因此也代表美国政府和里根总统，通过向康特拉发放手册来鼓励康特拉的恐怖主义，这违反了里根自己的总统令。科伯恩写道：“《游击战中的心理操作》手册，明确主张将恐怖战略作为战胜尼加拉瓜人感情和思想的手段。某些章节标题即已清楚地表明这一事实，例如‘选择性使用暴力以达到宣传效果’和‘隐性和显性恐怖’。……这本小册子因此违反了里根总统自己在1981年12月签署的第12333号总统令，该法令禁止任何美国政府人员——包括中情局——与暗杀产生任何关系。”（[t]he manual, Psychological Operations in Guerrilla Warfare, clearly advocated a strategy of terror as the means to victory over the hearts and minds of Nicaraguans. Chapter headings such as "Selective Use of Violence for propagandistic Effects" and "Implicit and Explicit Terror" made that fact clear enough. ... The little booklet thus violated President Reagan's own Presidential Directive 12333, signed in December 1981, which prohibited any U.S. government employee—including the CIA—from having anything to do with assassinations.）

### 国际法院裁决

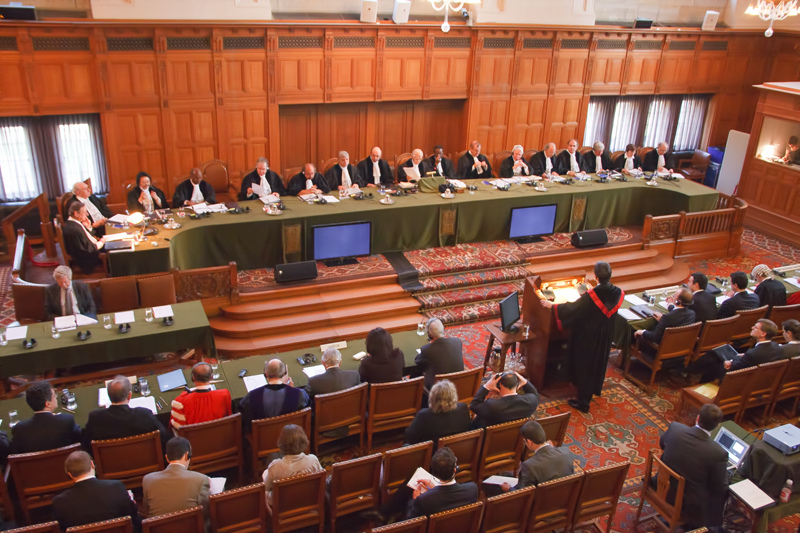
国际法院开庭

1984年，尼加拉瓜政府向国际法院（International Court of Justice，简称ICJ）起诉美国。尼加拉瓜表示，康特拉是完全由美国建立和管理的。尽管这一主张被驳回了，但法院发现了大量不可否认的证据，证明康特拉与美国之间的关系非常密切。法院发现美国长期向康特拉提供财政支持、训练、武器和其它后勤支持，并发挥了巨大作用，而这种支持对康特拉来说至关重要。
同年，国际法院责令美国停止在尼加拉瓜港口布设水雷，尊重尼加拉瓜的主权。几个月后，法院裁定自己对此案确实拥有司法管辖权，这与美国的主张相反。国际法院发现，美国通过协助尼加拉瓜的准军事行动，鼓励了违反国际人道法的行为。法院还批评了美国制作的心理战手册，和对康特拉的宣传。该手册在众多事项中，还就杀害平民的合理化和有针对性的谋杀提供了建议。该手册还包括了使用“隐性恐怖”的明确描述。
美国最初辩称国际法院对该案没有管辖权，后于1985年退出诉讼程序。法院最终裁定尼加拉瓜胜诉，并裁定美国必须就其违反国际法的行为进行赔偿。美国利用其在联合国安全理事会的否决权，阻挠国际法院判决的执行，因此也未对尼加拉瓜进行任何赔偿。

## 古巴流亡者

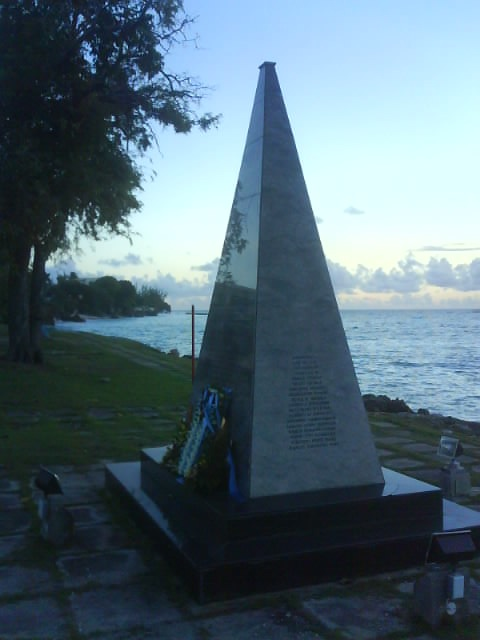
古巴航空455号航班纪念碑

在1959年古巴革命之后，美国政府向多名古巴流亡者提供了支持，尤其是在老布什执政时期。其中最著名的是奥兰多·博世和路易斯·波萨达·卡里莱斯，他们都与1976年的古巴飞机爆炸案有牵连。博世还被指控对其它30起恐怖事件负责；而卡里莱斯是一名前中情局特工，他在中情局时犯下了许多恐怖罪行，并因此被定罪。其他参与恐怖活动的古巴流亡者何塞·迪奥尼西奥·苏亚雷斯（Jose Dionisio Suarez）和维吉里奥·帕斯·罗梅罗（Virgilio Paz Romero），以及1976年在华盛顿暗杀智利外交官奥兰多·莱特列尔的另外两名古巴流亡者，都被老布什政府所释放。

### 奥兰多·博世
博世与菲德尔·卡斯特罗同时期在哈瓦那大学学习，在那里他参加了一个学生小组，该小组最终也成为了古巴革命的一部分。然而，博世对卡斯特罗的政权感到失望，并在1960年参与了一场叛乱，但是失败了。他成为了“革命复兴起义运动”（Insurrectional Movement of Revolutionary Recovery，简称MIRR）的领导人，并与路易斯·波萨达·卡里莱斯一起参与暗杀卡斯特罗。中情局后来证实，他们在1962年得到了博世的支持，但在后来博世要求1963年对古巴发动空袭，并提供财政支持之后，便停止了与他的联系。他是联合革命组织协调部的负责人，该组织被联邦调查局描述为“一个反卡斯特罗的恐怖主义联盟组织”。美国前司法部长迪克·索恩伯格称博世为“顽固的恐怖分子”。
1968年，他因向一艘波兰货船发射巴祖卡而被定罪，该船是开往哈瓦那的，当时正停靠在迈阿密。他被判处10年有期徒刑，并在1974年获得假释。他立即违反假释条件，周游拉丁美洲。他最终在委内瑞拉被捕，因为他正计划在那里的古巴大使馆引发爆炸。委内瑞拉政府提出将他引渡到美国，但被拒绝了。他很快获释并移居智利，据美国政府称，他花了两年时间试图对四个国家的古巴大使馆进行邮包炸弹袭击。
博世最后来到了多米尼加共和国，他在那里与他人一起，致力于将古巴流亡武装分子团结为联合革命组织协调部（Coordination of United Revolutionary Organizations，简称CORU）。CORU的行动包括暗杀古巴驻阿根廷大使（失败），以及墨西哥驻危地马拉城大使馆爆炸案。他和波萨达一起，与智利国家情报局（Dirección de Inteligencia Nacional，简称DINA）特工迈克尔·汤利合作，计划在1976年9月暗杀莱特列尔。他还涉嫌1976年的古巴飞机爆炸案，该飞机当时从委内瑞拉飞往哈瓦那，机上73名平民全部遇难，但他和波萨达在漫长的审判后被无罪释放。后来公布的文件显示，中情局掌握一个消息来源，事先获悉了该起爆炸。他回到迈阿密，因违反假释条件而被捕。司法部建议将他驱逐出境。然而，布什推翻了这一建议，在他承诺“放弃”暴力后，将他从拘留所释放。

### 路易斯·波萨达·卡里莱斯

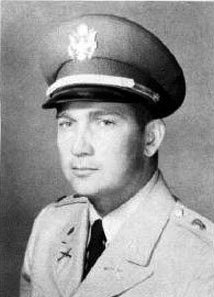
路易斯·波萨达·卡里莱斯1962年在乔治亚州班宁堡

路易斯·波萨达·卡里莱斯是前中情局特工，被学者和记者们认定为恐怖分子。他在学生时代也接触过卡斯特罗，但在1959年革命后逃离了古巴，并帮助组织了猪湾入侵，但以失败告终。入侵之后，卡里莱斯在美国陆军的本宁堡站接受了一段时间的训练。之后他回到委内瑞拉，并在那里接触了奥兰多·博世。他与奥兰多·博世等人一起创立了联合革命组织协调部，该组织被描述为反卡斯特罗恐怖组织联盟。
1976年，古巴航空455号航班在空中被炸毁，机上73人全部遇难。卡里莱斯因策划这次行动而被捕，但之后被无罪释放。证据指向他和多名与中情局有关的反卡斯特罗古巴流亡者，以及委内瑞拉秘密警察国家情报和预防服务局的成员。当古巴指责美国政府是这次袭击的帮凶时，很快出现了政治上的复杂情况。2005年解密的中情局文件表明，该局“早在1976年6月就事先掌握了关于古巴流亡恐怖组织计划炸毁古巴客机的具体情报。”卡里莱斯否认其参与了策划，但在他的书《勇士之路》（Los caminos del guerrero）中却提供了该事件的诸多细节。
在多次被逮捕并逃跑之后，卡里莱斯于1985年重返中情局，加入了其对尼加拉瓜康特拉恐怖分子的支持行动，该行动由奥利弗·诺斯运作。卡里莱斯的工作包括空投军用物资，该工作为他带来了可观的收入。他后来承认参与了伊朗门事件。1997年，古巴发生了一系列恐怖爆炸案，卡里莱斯也牵扯其中。据说爆炸案的目标是那里正在增长的旅游业。卡里莱斯承认，此案中唯一被定罪的一名雇佣兵，是他的手下，并供认（后翻供）他策划了该起事件。人权观察表示，虽然卡里莱斯可能不再得到积极援助，但他仍受益于美国政府的宽容态度。2000年，卡里莱斯因企图暗杀菲德尔·卡斯特罗，在巴拿马被捕并被定罪。
2005年，波萨达被德克萨斯的美国当局以非法入境罪名关押，但该指控于2007年5月8日被撤销。2005年9月28日，美国移民法官裁定不能将波萨达驱逐出境，认为他在委内瑞拉将面临酷刑威胁。同样，美国政府也拒绝将波萨达遣送回古巴，称他可能面临酷刑。2007年4月19日他获得保释，引起了古巴和委内瑞拉政府的愤怒。美国司法部曾敦促法院将他关进监狱，因为他是“公认的恐怖阴谋和袭击的策划者”，存在逃跑风险，且对社区构成威胁。2008年9月9日，美国联邦第五巡回上诉法院推翻了地区法院驳回起诉的命令，并将案件发回地区法院。2009年4月8日，美国联邦检察官对该案提出了替代起诉。卡里莱斯的审判于2011年4月8日结束，陪审团推翻了所有指控，将其无罪释放。彼得·科恩布鲁将他描述为“近代历史上最危险的恐怖分子之一”和“古巴流亡者暴力的教父”。

## 哥伦比亚准军事团体

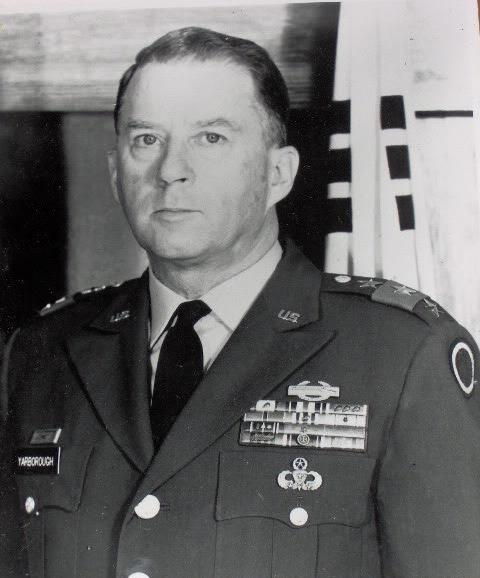
美国的威廉·P·亚伯勒将军是1962年美国特战中心（US Special Warfare Center）派往哥伦比亚的平叛小组负责人。亚伯勒是“针对已知共产主义支持者的准军事组织……和/或恐怖主义活动”最早的支持者之一。

正在进行的哥伦比亚冲突后半期存在大量侵犯人权的行为，哥伦比亚准军事团体应为大多数此类行为负责。第一个准军事恐怖主义团体是由美国军事顾问组织的，他们在冷战期间被派往哥伦比亚，去打击左翼政治家、活动家和游击队。:155根据多个国际人权组织和政府组织的说法，哥伦比亚在特定年份的政治谋杀案中，至少70-80%应由右翼准军事团体负责。那里的准军事暴力和恐怖主义主要针对农民、工会成员、土著、人权工作者、教师和左翼政治活动家及其支持者。

### 拉佐计划
大暴力及其之后的一段时期，哥伦比亚农村地区形成的共产主义武装团体日益强大，因此美国在1959年10月派出了一支由平叛专家组成的“特别调查组”，调查哥伦比亚的内部安全局势。三年后的1962年2月，由特战中心指挥官威廉·P·亚伯勒将军率领的布拉格堡美国顶级特战小组，前往哥伦比亚进行第二次调查。:155
在亚伯勒提交给参谋长联席会议报告的秘密补充中，他鼓励建立和部署一支准军事部队来对共产党人实施破坏和恐怖行动，他表示：
 现在应当协调国家各部门的工作，选择平民和军事人员进行抵抗行动的秘密训练，以备日后之需。这样做的目的是，在哥伦比亚内部安全系统进一步恶化的情况下，发展民用和军用架构以供利用。这一架构应被用来对已知需要的改革施加压力，执行反代理和反宣传职能，并在必要时对已知的共产主义支持者执行准军事、破坏和/或恐怖主义活动。它应该得到美国的支持。（A concerted country team effort should be made now to select civilian and military personnel for clandestine training in resistance operations in case they are needed later. This should be done with a view toward development of a civil and military structure for exploitation in the event the Colombian internal security system deteriorates further. This structure should be used to pressure toward reforms known to be needed, perform counter-agent and counter-propaganda functions and as necessary execute paramilitary, sabotage and/or terrorist activities against known communist proponents. It should be backed by the United States.）
1962年制定了新的反叛乱政策“拉佐计划”，呼吁在暴力地区开展军事行动和公民行动计划。根据亚伯勒的建议，哥伦比亚军方招募平民加入准军事的“民防”团体，与军方一起开展反叛乱活动，并在平民情报网络中收集有关游击队活动的信息。此外，美国团队建议的政策还包括：“为保护哥伦比亚和美国当局的利益免受‘干涉主义者’的指控，任何对国内安全的特殊援助，本质上都应当是无痕和隐蔽的。”:71-72直到1980年代初，哥伦比亚政府才试图摆脱以拉佐计划和1962年亚伯勒建议为代表的平叛战略。:74

### 武装部队令第200-05/91号
1990年，美国组建了一个团队，其成员来自美国大使馆的军事小组、美国南方司令部、DIA和CIA。其目的是就“重塑哥伦比亚军方的多个当地情报网”提供建议，但表面上是帮助哥伦比亚军方在“禁毒”方面的工作。哥伦比亚军方也征求了英国和以色列军事情报部门的建议，但最终选择了美国的建议。一系列会议的结果是哥伦比亚国防部于1991年5月发布的《武装部队令第200-05/91号》（Armed Forces Directive 200-05/91）。然而，该命令本身根本没有提及毒品或禁毒行动，而是着眼于建立秘密情报网以打击叛乱。
人权观察的结论是，这些情报网络随后为军方和准军事组织之间非法、秘密的伙伴关系奠定了基础。人权观察认为，重组过程将他们纳入多个本地情报网络并与他们合作进行活动，巩固了哥伦比亚军方成员和准军事组织的平民成员之间的联系。实际上，人权观察相信，这进一步巩固了该网络，“准军事人员通过该秘密网络不仅获取了情报，还进行了谋杀”。人权观察认为，这种情况使哥伦比亚政府和军方可以合理推诿与准军事组织侵犯人权行为的联系或责任。人权观察还表示，由美国重组建立的军事情报网似乎使暴力行为剧增，并指出“一些与该小组合作的美国官员，尽管知道哥伦比亚军方侵犯人权的记录，及其与准军事组织持续保持关系的事实，但仍给出了建议”。
人权观察表示，虽然“并非所有准军事组织都是军方的亲密伙伴”，但准军事组织与哥伦比亚军方之间现有的伙伴关系是“一个复杂的机制，部分得到了美国多年的支持，包括建议、训练、武器和官方沉默，以及允许哥伦比亚军方打一场肮脏战争，而哥伦比亚官方则予以否认。”人权观察引用了哥伦比亚海军和绑架者之死（Muerte a Secuestradores，简称MAS）之间的伙伴关系，作为增加暴力和“肮脏战争”策略的一个例子：“在巴兰卡韦梅哈建立的海军情报网与MAS合作，其目标不仅是消灭任何被认为支持游击队的人，而且还包括政治反对派成员、记者、工会成员和人权工作者，尤其是当这些人调查或批评他们的恐怖策略时。”

### 洛斯佩佩斯
1992年，巴勃罗·埃斯科瓦尔从他的豪华监狱大教堂监狱越狱。此后不久，卡利贩毒集团、麦德林集团内部持不同政见者和MAS共同创建了一个新的准军事组织，称为“被巴勃罗·埃斯科瓦尔迫害的人”（Perseguidos por Pablo Escobar，简称Los Pepes），目的是追踪和除掉巴勃罗·埃斯科瓦尔及其同伙。该组织的领导人是菲德尔·卡斯塔诺。:159卡利集团提供了5000万美元，用于支付武器、线人和刺客，希望消灭他们在可卡因行业的主要竞争对手。哥伦比亚和美国政府机构（包括美国缉毒局、CIA和国务院）都向洛斯佩佩斯提供了情报。
2004年6月，政策研究所开始寻找有关CIA和美国缉毒局（Drug Enforcement Administration，简称DEA）与洛斯佩佩斯之间联系的详细信息。他们根据《信息自由法》对CIA提起了诉讼。该诉讼导致CIA及其它美国机构（包括国务院、缉毒局、美国国防情报局和美国海岸警卫队）的上千份文件被解密。这些文件已在“佩佩斯项目”网站公开。

## 科索沃解放军

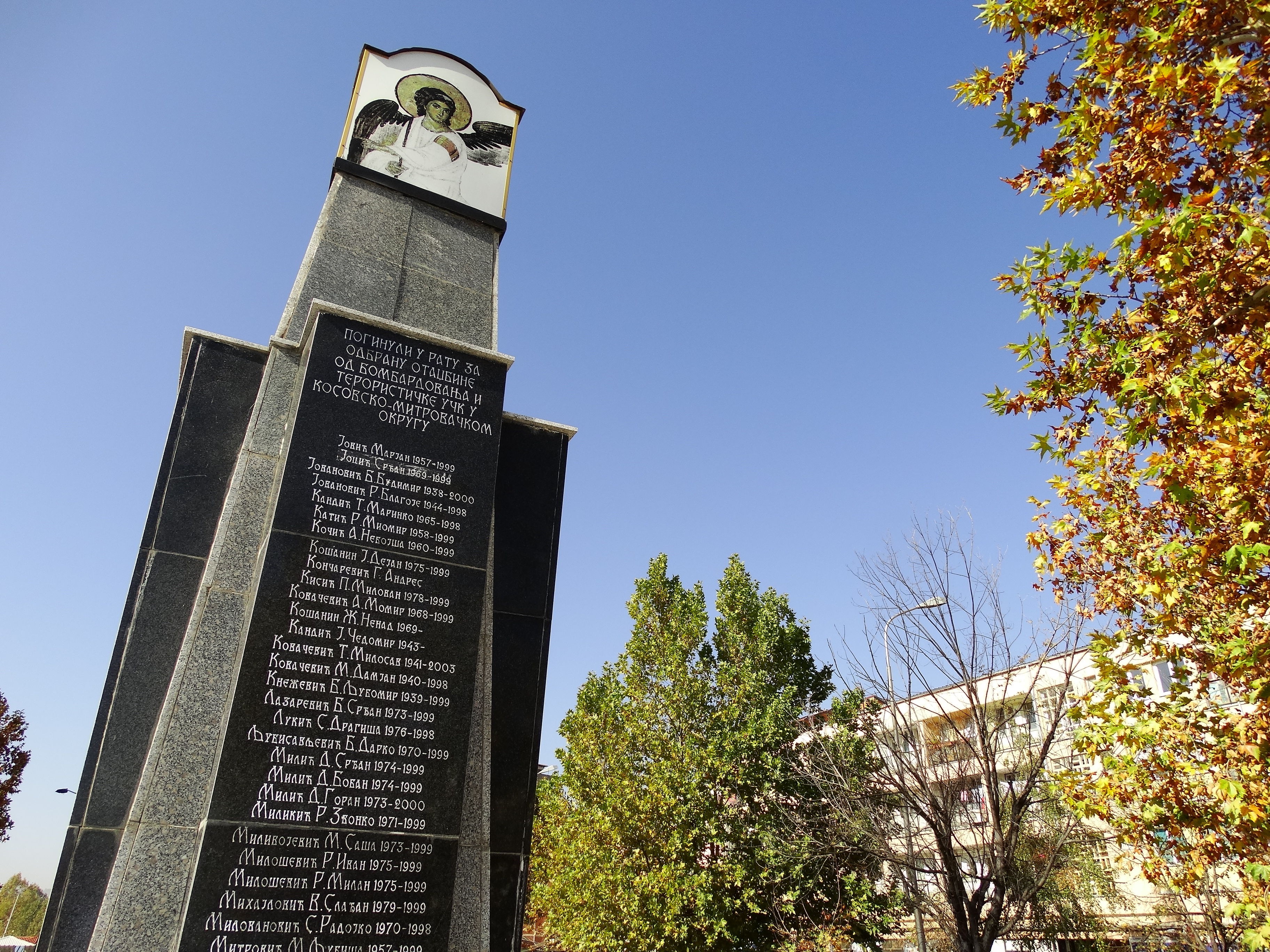
科索沃解放军在米特罗维察所杀害塞尔维亚人的纪念碑

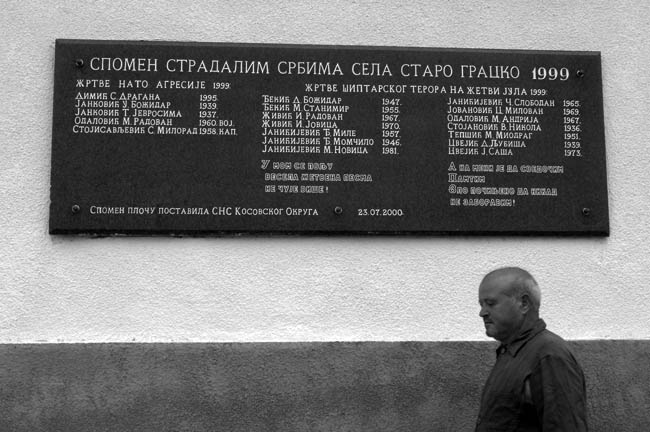
斯塔罗格拉科大屠杀纪念馆

FR南斯拉夫当局将阿尔巴尼亚族的科索沃解放军（Kosovo Liberation Army，简称KLA）视为恐怖主义组织，但很多欧洲政府不这样认为。1998年2月，美国总统比尔·克林顿的巴尔干特使罗伯特·格尔巴德谴责了南斯拉夫政府和KLA双方的行为，称KLA“毫无疑问是恐怖组织”。联合国1160号决议采取了类似的立场。起初，北约强调KLA是“暴力的主要发起者”，并且“发起了一场看似蓄意的挑衅行动”。
美国（和北约）直接支持KLA。中情局资助、训练和供给KLA（正如他们早先训练和供给波斯尼亚军队一样）。:65–中情局消息人士向《星期日泰晤士报》透露：“美国情报人员承认他们在北约轰炸南斯拉夫之前帮助训练了科索沃解放军”。1999年，一位退役上校说，KLA的部队曾在阿尔巴尼亚接受前美国军人的训练，这些前军人为军事专业资源公司（Military Professional Resources Inc.，简称MPRI）工作。
加拿大驻南斯拉夫、保加利亚和阿尔巴尼亚大使詹姆斯·比塞特在2001年写道，媒体报道称，“早在1998年，中央情报局就在英国特种空勤团的协助下，在阿尔巴尼亚武装和训练科索沃解放军成员，以在科索沃煽动武装叛乱。……希望在科索沃陷入困境时，北约可以进行干预。……”根据蒂姆·犹大的说法，KLA的代表在1996年就已经会见了美国、英国和瑞士的情报机构，而且可能“还要早几年”。
战后，KLA转变为科索沃保护团，与在该省巡逻的北约部队一起工作。然而在接下来的几年里，在塞尔维亚南部（1999-2001年）和马其顿（2001年）出现了阿尔巴尼亚族暴动。欧盟谴责活跃在塞尔维亚南部的该组织，称其为“极端主义”和使用“非法恐怖行动”。自战争以来，许多KLA领导人一直积极参与科索沃共和国的政治领导。

## 叙利亚内战
在叙利亚内战期间，美国为许多叙利亚武装组织提供了大量军事援助，这些组织与叙利亚政府作战，而叙利亚政府则是俄罗斯的盟友。叙利亚政府直接指责美国在叙利亚支持恐怖主义。伊朗还批评美国政府，在伊斯兰组织努尔丁·赞吉运动斩首一名儿童后保持沉默。该组织接受美国的军事援助，但被国际特赦组织指控犯有多项战争罪。
土耳其总统雷杰普·塔伊普·埃尔多安也指责美国在叙利亚支持伊斯兰国（ISIS），声称土耳其掌握一些图片、照片和视频证据，能证明美国支持ISIS，但他并没有对其所说的证据进一步详细说明，也没有提供这些证据。
记者菲尔·桑兹（Phil Sands）和苏哈·玛耶（Suha Maayeh）的一项调查显示，安曼的军事行动司令部（Military Operations Command，简称MOC）提供武器给叛乱分子，而叛乱分子将其中一部分卖给了当地的军火商，通常是为了筹集现金以支付给额外的战斗人员。MOC提供的一些武器被卖给了被拉雅特（位于叙利亚德拉东北部的火山高原）当地人称为“鸟”的贝都因商人。据叛军称，贝都因人随后会将武器卖给伊斯兰国，伊斯兰国会使用加密的WhatsApp消息服务来下订单。两名叛军指挥官和一个英国武器监视组织坚称，MOC提供的武器已经进入了伊斯兰国的部队。
应欧盟和德国技术合作公司的请求，由私人公司冲突军备研究进行的另一项研究发现，对反阿萨德的叙利亚叛军的外部支持“显著增加了伊斯兰国武装力量可用武器的数量和质量”，包括，在他们记录的最快转移案例中，“美国购买的反坦克武器在出厂后仅仅不到两个月就最终转到了伊斯兰国手中。”

## 扩展阅读
- Marcetic, Branko.  [中情局对左翼的秘密全球战争]. 雅各宾. 2020-11-30  [2021-01-04]. （原始内容存档于2022-05-30） （英语）.